# Vigilante
Vigilante és una pel·lícula sobre justiciers estatunidenca de 1982 dirigida per William Lustig i protagonitzada per Robert Forster, Fred Williamson, Rutanya Alda i Woody Strode. Lustig va tenir la idea de la pel·lícula a partir d'un article de premsa sobre «un grup de treballadors de coll blau del sud de Nova Jersey que s'havien organitzat per a lluitar contra el crim al seu barri».

## Argument
Eddie Marino és un obrer de la ciutat de Nova York casat amb una dona de nom Vickie i un fill de vuit anys anomenat Scott. L'amic i company de feina d'Eddie, Nick i dos companys de feina més, Burke i Ramon, han format un grup de justiciers al marge de la llei perquè n'estan farts del crim omnipresent als seus barris atès que la policia no protegeix el veïnat. El grup de Nick compta amb el suport de diversos ciutadans del barri que hi col·laboren. Un vespre, Eddie torna a casa de la feina i descobreix que Vickie ha estat apunyalada i que Scott ha estat assassinat a trets en una violació de domicili com a represàlia perquè Vickie havia ajudat l'encarregat d'una benzinera que estava sent agredit.

## Història
Vigilante es va estrenar al 35è Festival Internacional de Cinema de Canes el 18 de maig de 1982. Posteriorment es va exhibir a la ciutat de Nova York el 23 de juliol de 1982 i després es va estrenar al conjunt del país el 4 de març de 1983. Blue Underground la va comercialitzar per primera vegada en Blu-ray el setembre de 2010, i de nou en Ultra HD Blu-ray el desembre de 2020 amb una nova restauració de 16 bits del negatiu original de la càmera, HDR10 i Dolby Vision, i una nova banda sonora en Dolby Atmos.
Dave Kehr de The New York Times va escriure que Vigilante estava «dirigida amb habilitat clàssica i discreta». Kehr va identificar la influència del realisme de carrer de Nova York i va afirmar que la pel·lícula només va ser possible durant el període entre la dissolució del codi Hays i els cinemes grindhouse de pel·lícules d'explotació. Rodney Perkins de Twitch Film la va considerar un derivat de Death Wish però memorable pel seu repartiment i to nihilista.